# Miguel Simões Jacobetty Rosa
Miguel Simões Jacobetty Rosa OC (Alcobaça, Alcobaça, 24 de fevereiro de 1901 — Pena, Lisboa, 4 de novembro de 1970) foi um arquitecto português.

## Biografia
Nasceu na freguesia e concelho de Alcobaça. Era filho de Joaquim Jacobetty da Rosa, contador e distribuidor da Comarca de Alcobaça, natural de Leiria, e de Maria Luísa Simões Jacobetty da Rosa, doméstica, natural de Óbidos. Foi padrinho de batismo o administrador do concelho de Óbidos, Conselheiro Jacinto Simões Ferreira da Cunha.
A 29 de julho de 1933, casou primeira vez civilmente, em Lisboa, com Irene Virote de Carvalho Quilhó (Monte Pedral, Lisboa, 6 de agosto de 1916 — Parede, Cascais, 19 de maio de 2004), doméstica, filha do oficial do Exército João da Silva Quilhó e de Hermínia Virote de Carvalho Quilhó, doméstica, ambos naturais de Lisboa (ele da freguesia de Santo Estêvão e ela da freguesia do Beato). Foi padrinho de casamento o pedagogo João Lopes Soares, pai de Mário Soares. Por sentença de 30 de junho de 1944, os dois divorciaram-se por mútuo consentimento.
A 5 de Agosto de 1944 foi feito Oficial da Ordem Militar de Cristo.
A 12 de novembro de 1947, casou segunda vez, na igreja paroquial de S. Jorge de Arroios, em Lisboa, com Maria de Lourdes de Oliveira (São Pedro do Sul, São Pedro do Sul, c. 1928), filha do lavrador Bernardo de Oliveira e de Maria Rosa, doméstica, ambos naturais de S. Pedro do Sul (ele da freguesia de Várzea e ela da freguesia de Serrazes). Foram padrinhos de casamento o escultor Leopoldo de Almeida e a sua mulher Marina Castro de Almeida.
Morreu a 4 de novembro de 1970, na freguesia da Pena, em Lisboa.
Destacam-se entre os seus projetos arquitetónicos, os seguintes: 
- Edifício na Rua de Infantaria 16, n.º 92 a 94  (projecto conjunto com António Reis Camelo) - Prémio Valmor, 1931.
- Edifício na Avenida António Augusto de Aguiar, n.º 9  - Prémio Valmor, 1943.
- Estádio Nacional do Jamor[6]
- Quartel dos bombeiros da Alcobaça[6]
- Hotel Paris no Estoril (arranjo e ampliação)[6]
- École Francaise[6]
- Colaboração na Hidroeléctrica do Zêzere (Barragem do Castelo de Bode, Cabril e Bouça)[6]
- Edifício do Grémio da Lavoura em Lagos, Algarve[6]
- Mercado em Castelo Branco[6]
- Edifício para a pasteurização do leite em Loures[6]
- Estabelecimento Termal das Caldas de Monchique[6]
- Projecto para o Mercado e Teatro de Alcobaça (não construídos)[6]
- Pousada de Elvas[6]
- Pousada de Santiago do Cacém[6]
- Pousada de São Brás de Alportel[6]
- Bairro de S. Miguel, em Lisboa